# 윌리엄 쿼시
윌리엄 쿼시(William Quash, 1868년~1938년)는 영국의 축구 선수이다.